# Margareta van Eyck (schilder)

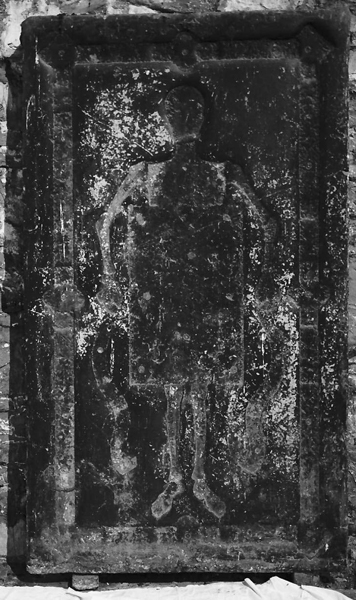
Afgesleten grafsteen van Hubert van Eyck, die misschien ook de naam van Margareta heeft gedragen. De steen bevindt zich in de Gentse Sint-Baafsabdij, maar het oorspronkelijke graf was vermoedelijk in de crypte van de Vijdkapel in de Sint-Janskerk.

Margareta van Eyck was een 15e-eeuws schilder in de Bourgondische Nederlanden. Ze was een zus van Hubert, Jan en Lambert van Eyck.

## Leven
Marcus van Vaernewijck schreef in De historie van Belgis (1574) dat Jan en Hubert een zus Margareta hadden, die uitmuntte in de schilderkunst en ongehuwd bleef. Haar naam komt niet voor in het register van de Gentse schildersgilde en ze liet geen bekend werk na. Niettemin wordt haar bestaan bevestigd door Lucas d'Heere in zijn Ode aan het Lam Gods uit 1559. Hij vermeldde voorts dat ze bij haar broer Hubert begraven lag. Ze moet vóór hem overleden zijn, aangezien hij stierf zonder erfgenamen. Karel van Mander nam een zin over Margriete van Eyck op in zijn Schilder-boeck.
De zus van Jan van Eyck mag niet worden verward met zijn echtgenote, die dezelfde naam droeg en door hem is geportretteerd.

## In fictie
Kathleen Vereecken schreef een fictionele biografie over het leven dat Margareta van Eyck kan geleefd hebben:
- Kathleen Vereecken, Margriete, 2022. ISBN 9044546937

## Voetnoten
1. ↑  Marcus van Vaernewyck, "Van een wonderbaer geschilderd Autaer-Tafereel te Gend, welkers weerga nauwelyks in de wereld is, en andere dingen" in: De historie van Belgis, 1829, p. 206-207. Gearchiveerd op 18 december 2022.
2. ↑  W. Waterschoot, "Lucas d'Heere en Marcus van Vaernewijck voor het Lam Gods" in: Jaarboek De Fonteine, 1966, p. 111, 115. Gearchiveerd op 18 december 2022.